# Теодор Ричардс
Теодор Уилям Ричардс (на английски: Theodore William Richards) е първият американски учен, награден с Нобелова награда за химия (1914) „като признание за точното му определяне на атомното тегло на голям брой химични елементи“.

## Биография
Теодор Ричардс е роден в Джърмантаун, Пенсилвания. Син е на Уилям Трост Ричардс, пейзажен художник, и Ана Матлак Ричардс, поетеса. Ричардс получава по-голямата част от образованието си преди колежа от майка си. По време на лятна ваканция в Нюпорт, Род Айлънд, Ричардс се среща с професор Джосая Парсънс Кук от Харвард, който му показва пръстените на Сатурн през малък телескоп. Години по-късно Кук и Ричардс започват работа заедно с лабораторията на Кук.
След 1878 г. семейство Ричардс прекарва две години в Европа, главно в Англия, където научните интереси на малкия Теодор се засилват. След като семейството се завръща в САЩ, той се записва в Хаверфордския колеж, Пенсилвания, през 1883 г., на 14-годишна възраст. През 1885 г. завършва научната си бакалавърска степен по. След това се записва в Харвардския университет, от който излиза също с бакалавърска степен през 1886 г. Ричардс продължава да учи там, а като темата за дисертацията си определя атомното тегло на кислорода спрямо водорода. След година постдокторантска работа в Германия, където учи при Виктор Майер в Гьотингенския университет, Ричардс се завръща в Харвард като асистент по химия, след това лектор, а накрая става и пълноправен професор през 1901 г. През 1903 г. той става ръководител на департамента по химия в Харвард, а през 1912 г. е назначен за професор по химия и директор на новосъздадената лаборатория Уолкът Гибс.
През 1896 г. Ричардс се жени за Мириам Стюарт Тейър. Двамата имат една дъщеря, Грейс Тейър (която се омъжва за Джеймс Брайънт Конант), и два сина. И двете момчета обаче се самоубиват.
Ричардс има интереси и в изкуството, и в музиката. Хобитата му включват рисуване, голф и ветроходство. Той умира в Кеймбридж, Масачузетс на 2 април 1928 г. на 60-годишна възраст. Според един от потомците му, Ричардс е страдал от хронични белодробни проблеми и дълга депресия.
Приживе Ричардс е квакер.

## Научна дейност
Около половината от научната дейност на Ричардс засяга атомното тегло, започвайки през 1886 г. След завръщането си в Харвард през 1889 г. започва първата си изследователска линия, продължаваща до смъртта му. Според някои автори, към 1932 г. атомното тегло на 55 химични елемента вече е изучено от Ричардс и студентите му. Сред потенциалните източници на грешки, открити от Ричардс, е склонността на някои соли да задържат газове или чужди разтворени вещества при утаяване. Като пример за усърдността, която Ричардс прилага в работата си, Емсли съобщава, че Ричардс е извършил 15 000 рекристализации на тулиев бромат, за да получи чист тулий за измерване на атомното тегло.
Ричардс е първият, показал чрез химичен анализ, че даден елемент може да има различно атомно тегло. Той е помолен да анализира образци природно олово и такова, получено чрез радиоактивен разпад. Неговите измервания показват, че двата образеца имат различно атомно тегло, подкрепяйки идеята за изотопи.
Въпреки че химичните определения на атомните тегла от Ричардс са много важни за времето си, те до голяма степен са заменени. В днешно време учените използват електронни уреди, като например масови спектрометри, за да определят както масата, така и изобилието на изотопите на елемента. От тази информация може да се изчисли средната атомна маса и да се сравни със стойностите, измерени от Ричардс. Съвременните методи са по-бързи и по-чувствителни от тези, на които е трябвало да разчита Ричардс, но не и непременно по-евтини. Другата научна работа на Теодор Ричардс включва изследване на свиваемостта на атомите, топлината на разтваряне и неутрализация и електрохимията на амалгамите. Неговото изследване на електрохимичните потенциали при ниски температури е сред работата, която довежда до топлинната теорема на Нернст и Третия закон на термодинамиката, макар и с разгорещен спор между Нернст и Ричардс.
На Ричардс се приписва изобретяването на адиабатния калориметър, както и на нефелометъра, който е разработен за работата му върху атомното тегло на стронция. От 1910 г. е носител на медал Дейви, а от 1914 г. – на Нобелова награда за химия. През 1919 г. е приет за чуждестранен член на Британското кралско научно дружество.